# Hansa-Park
Hansa-Park er en forlystelsespark beliggende i Sierksdorf i Tyskland.
Forlystelsen "Kärnan" er inspireret af den svenske fæstning af samme navn som ligger i Helsingborg.
Parken åbnede i 1977 som Hansaland og i april 1987 blev navnet ændret til det nuværende. Parken besøges årligt af omkring 1,4 millioner gæster.